# バカ塗りの娘
『バカ塗りの娘』（ばかぬりのむすめ）は、2023年9月1日公開の日本映画。監督は鶴岡慧子、主演は堀田真由。青森県の伝統工芸・津軽塗を題材とした人間ドラマで、髙森美由紀の小説『ジャパン・ディグニティ』を原作とする。
タイトルは津軽塗が「バカ塗り」とも呼ばれることに由来する。本作は全編青森県・弘前市で撮影が行われ、全国公開に先駆けて8月25日に青森県内で上映された。

## キャスト
- 青木美也子：堀田真由
- 青木ユウ：坂東龍汰[2][3]
- 鈴木尚人：宮田俊哉[2][3]
- 青木多美子：片岡礼子[7]
- 酒向芳[7]
- 松金よね子[7]
- 篠井英介[7]
- 佐々木：鈴木正幸[7]
- 細井：ジョナゴールド[7]
- 結婚式場スタッフ：王林[7]
- 吉田のばっちゃ：木野花[7]
- 青木清治：坂本長利[7]
- 青木清史郎：小林薫[4]

## スタッフ
- 原作：髙森美由紀『ジャパン・ディグニティ』（産業編集センター刊）
- 監督：鶴岡慧子
- 脚本：鶴岡慧子、小嶋健作[2][3]
- 製作：荒木宏幸、伊藤貴宣、小西啓介、益田祐美子、志賀司、塩越隆雄、川口敦[8]
- エグゼクティブプロデューサー：山内学、松岡雄浩[8]
- 企画プロデュース：盛夏子[7][8]
- プロデューサー：遠藤日登思、松岡達矢、福嶋更一郎[7][8]
- ラインプロデューサー：大川哲史[7][8]
- 撮影：髙橋航[7][8]
- 照明：秋山恵二郎[7][8]
- 録音：髙田伸也[7][8]
- 音響効果：齋藤昌利[7][8]
- 美術：春日日向子[7][8]
- 装飾：松尾文子[7][8]
- 衣装：藪野麻矢[7][8]
- ヘアメイク：光岡真理奈[8]
- 編集：普嶋信一[7][8]
- 音楽：中野弘基[7][8]
- スクリプター：押田智子[7][8]
- スチール：蒔苗仁[8]
- 助監督：栗本慎介[7][8]
- 特別協力：弘前市、弘前フィルムコミッション[9]
- 協力：青森県漆器協同組合連合会[9]
- 協賛：マイナビ農業、ブレーンシップ[9]
- 助成：文化庁文化芸術振興費補助金（映画創造活動支援事業）独立行政法人日本芸術文化振興会[9]
- 配給・宣伝：ハピネットファントム・スタジオ[2][3][7][8]
- 制作プロダクション：アミューズ映像企画製作部、ザフール[2][3][7][8]
- 製作：「バカ塗りの娘」製作委員会（アミューズ、メ〜テレ、ハピネットファントム・スタジオ、平成プロジェクト、セレモニー、東奥日報社、青森朝日放送）[9]